# 클레이애니메이션 게임
클레이애니메이션 게임은 클레이애니메이션 기법을 사용하여 발명한 손으로 만든 게임이다. 클레이애니메이션은 인형을 찰흙과 같은 점성이 높은 물질로 만들고 촬영하면서 인형의 형태를 점차적으로 변화시키는 애니메이션 기법을 말한다. '플라스티신'이라고 하는 점토는 다른 점토보다 색 혼합이 쉽고 잘 마르지 않아 모양이 잡히기 쉽고 점성이 매우 높다.
플라스틴 소재를 이용한 최초의 클레이 애니메이션은 1908년에 제작되었다. 그 후 1920년대부터 미국 영화에 자주 등장했지만 동상의 움직임을 표현하는 데 한계가 있었다. 그러다 1950년대 들어 중요한 예술 매체로 인식되기 시작하여 광고의 일부로 활용되었고, 1996년 최초의 클레이 애니메이션 게임인 네버후드(Neverhood)가 발명되었다.